# Villedaigne
Villedaigne (okzitanisch Viladanha) ist eine französische Gemeinde mit 573 Einwohnern (Stand 1. Januar 2022) im Département Aude in der Region Okzitanien. Sie gehört zum Arrondissement Narbonne und zum Kanton Narbonne-1.

## Bevölkerungsentwicklung
| Jahr      | 1962 | 1968 | 1975 | 1982 | 1990 | 1999 | 2017 |
| Einwohner | 371  | 407  | 410  | 423  | 467  | 463  | 510  |